# Payzac (Dordoña)
 Payzac  (en occitano Paisac de la Noalha) es una población y comuna francesa, situada en la región de Aquitania, departamento de Dordoña, en el distrito de Nontron y cantón de Lanouaille.

## Demografía
| 1506 | 1407 | 1308 | 1205 | 1106 | 1041 |
| Para los censos de 1962 a 1999 la población legal corresponde a la población sin duplicidades (Fuente: INSEE [Consultar]) |      |      |      |      |      |